# Skulpturenweg der Universität New South Wales

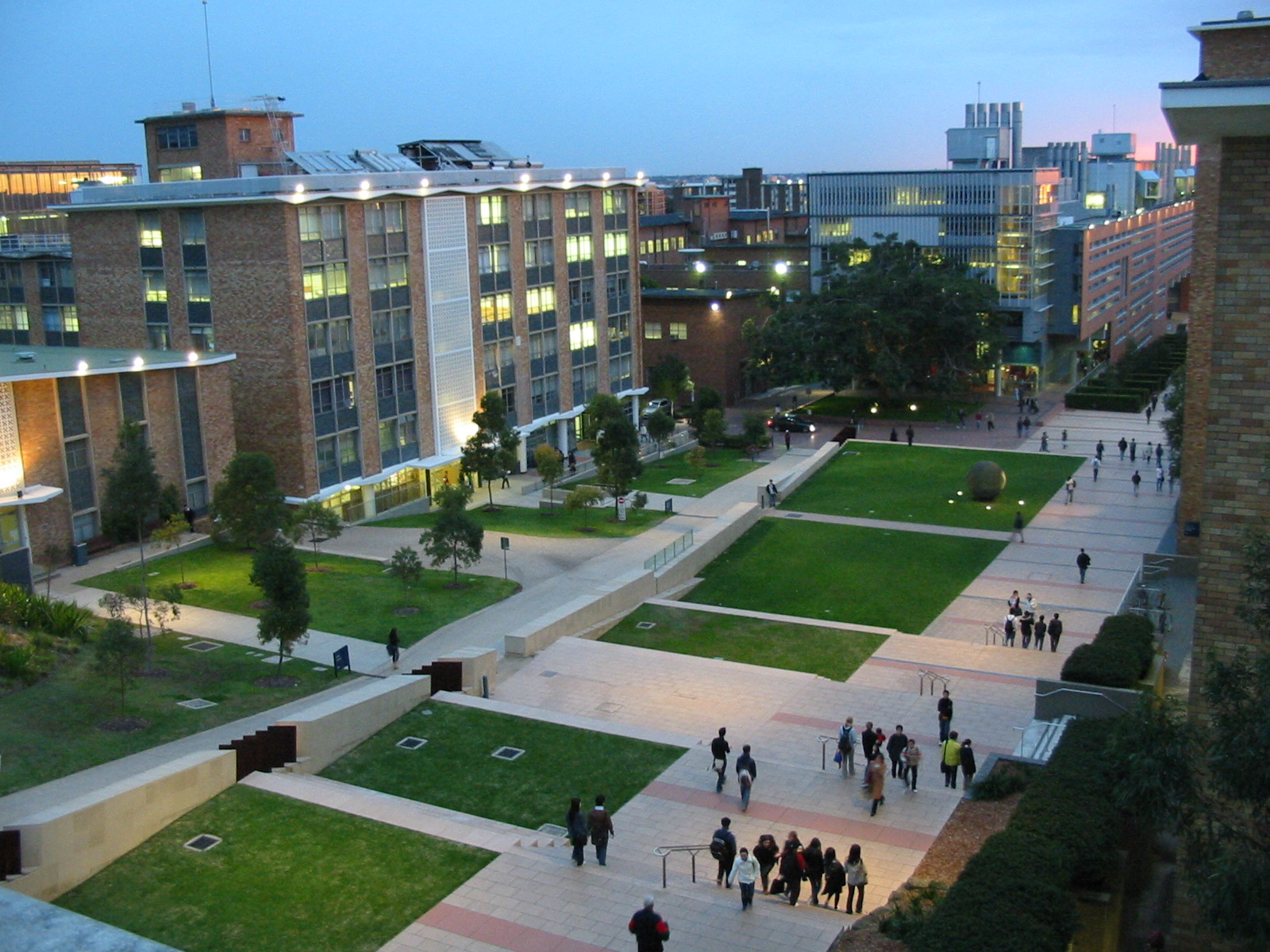
Universität New South Wales mit der zentral angeordneten Figur „Globe“ (2002)

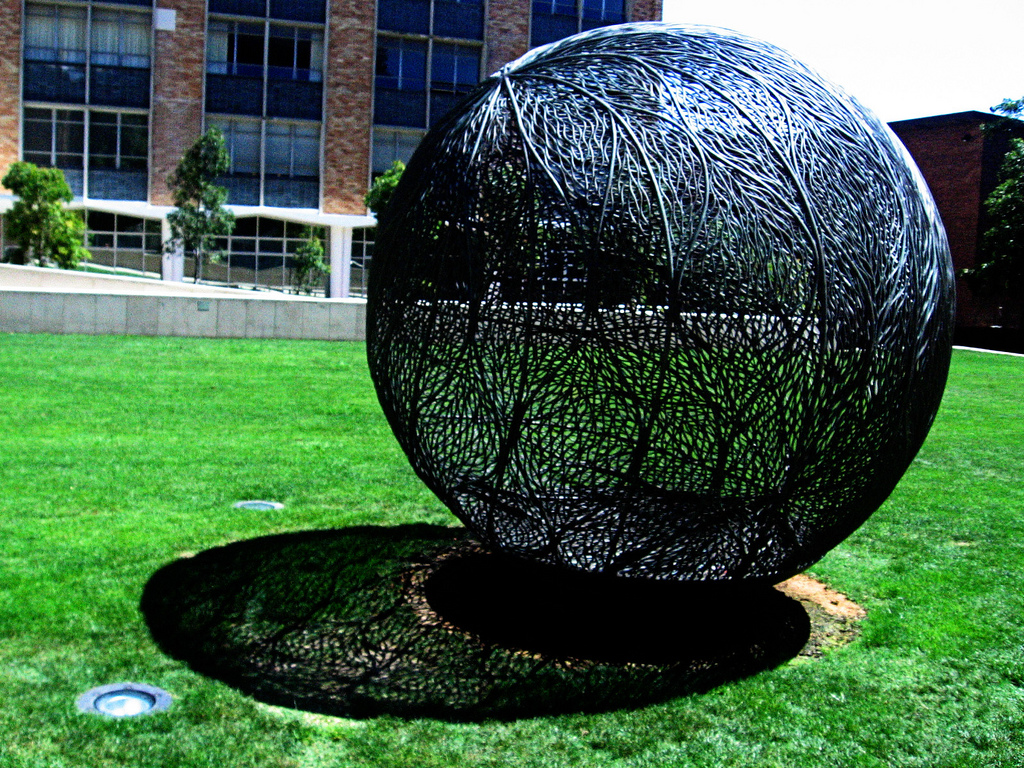
„Globe“ (2002) von Bronwyn Oliver

Der Skulpturenweg der Universität New South Wales (UNSW) in Sydney ist eine Sammlung, die sich auf dem Kensington Campus dieser Universität in New South Wales, Australien befindet.
Der Skulpturenweg wurde 1999 zum 50-jährigen Bestehen der Universität New South Wales aufgestellt und besteht aus 15 Werken australischer Bildhauer.

## Sammlung
- The bath (1990) von James Rogers im AGSM Lawn
- North Down (1982) von Ron Robertson-Swann im Michael Birt Gardens
- Parousia (1992) von Jock Clutterbuck im Michael Birt Gardens
- Torso Turning (1993) von Patricia Lawrence im Michael Birt Gardens
- Aspects from time (1981) von Augustine Dall'Ava im Vice Chancellor's Garden
- Joseph Bourke, first Bursar (1966) von Tom Bass im Morven Brown Courtyard
- Untitled six figure group (1965) von Bert Flugelman im Goldstein Courtyard
- Globe (2002) von Bronwyn Oliver im International Square
- Fountain figure (1959) von Tom Bass im Chancellor's Court
- The falconer (1955) von Tom Bass am Main Building
- Screen (2002) von Andrew Rogers im Physics Lawn
- Untitled (1958) – Glasmosaik von Douglas Annand im Café des Dalton Building
- Seeing the wood for the trees (2007) von Kate Cullity im Sir Anthony Mason Garden
- Waterfall (1977) von Ann Ferguson am Anzac Parade Gate
- The bridge (1981) von Geoffrey Ireland im Pool Lawn

## UNSW Art Collection
Betreut wird die Sammlung von der UNSW Art Collection, die  1955 gegründet und laufend erweitert wurde. Sie sammelte mittlerweile über 1000 Arbeiten australischer Künstler von der Mitte des 20. Jahrhunderts bis zur Gegenwart.